# Todor Gečevski
Todor Gečevski (Kavadarci, 28. kolovoza 1977.) je makedonski profesionalni košarkaš. Visok je 2,09 m i težak 105 kg. Igra na poziciji centra, a trenutačno je član solunskog PAOK-a. 

## Karijera

### KK Zadar
U dresu Zadra proveo je pet godina, a polovicu toga bio je kapetanom momčadi. Time je postao prvim strancem u povijesti kluba kojem je to pošlo za rukom. U sezoni 2008./09. bio je najbolji igrač kluba u ULEB Eurokupu i u regularom dijelu natjecanja predvodio svoju momčad s 15.2 poena, 4.6 skokova, 1.9 asistencija. Gečevskom su odlične igre donijele priznanje u prvu petorku Eurokupa. U izboru Eurobasketa (Eurobasket.com) Gečeveski je izabran za centra godine. Nakon što je u ljeto 2009. postao slobodan igrač preselio se u redove solunskog PAOK-a.

## Vanjske poveznice
- Profil na NLB.com
- Profil na KK Zadar.hr